# جولیا اورموند
جولیا اورموند (انگلیسی: Julia Ormond؛ زاده ۴ ژانویهٔ ۱۹۶۵) هنرپیشه اهل بریتانیا است. وی از سال ۱۹۸۹ میلادی تاکنون مشغول فعالیت بوده است.
از فیلم‌هایی که وی در آن نقش داشته است، می‌توان به مورد عجیب بنجامین باتن، هفته‌ای که با مریلین گذراندم، چه، امپراتوری درون، سابرینا، افسانه‌های خزان و فرشته‌های آرواره آهنین اشاره کرد.

## فیلم‌شناسی
فهرست فیلم‌هایی که جولیا اورموند در آنها به ایفای نقش پرداخته است:
- مورد عجیب بنجامین باتن
- هفته‌ای که با مریلین گذراندم
- چه
- امپراتوری درون
- سابرینا
- افسانه‌های خزان (سوزانا)
- فرشته‌های آرواره آهنین
- اولین شوالیه
- خاطره
- من می‌دانم
- آرایشگر سیبری
- پرایم گیگ
- اسیران
- کیت کیترج: یک دختر آمریکایی
- موسیقی هرگز متوقف نمی‌شود
- زنجیرشده